# Douglas Russell
Douglas Albert Russell (Nova Iorque, 20 de fevereiro de 1946) é um ex-nadador dos Estados Unidos, ganhador de duas medalhas de ouro nos Jogos Olímpicos.
Foi o primeiro da história a obter a medalha de ouro nos 100 metros borboleta, evento que ocorreu pela primeira vez nos Jogos Olímpicos no ano de 1968, na Cidade do México.
Entrou no International Swimming Hall of Fame em 1985. 
Foi detentor do recorde mundial dos 100 metros borboleta em 1967, e dos 4x100 metros medley entre 1967 e 1970.